# Daniel Di Tomasso
Daniel Di Tomasso (Montréal, 30 gennaio 1983) è un attore canadese.

## Filmografia parziale

### Cinema
- Fuga a Parigi (French Exit), regia di Azazel Jacobs (2020)

### Televisione
- Le streghe dell'East End (Witches of East End) – serie TV, 23 episodi (2013-2014)
- TImeless – serie TV, 4 episodi (2017-2017)
- Major Crimes – serie TV (2016-2018)
- Chicago Fire – serie TV, 5 episodi (2018)
- Dynasty – serie TV, 5 episodi (2020)
- Station 19 – serie TV, 2 episodi (2022)

## Doppiatori italiani
Nelle versioni in italiano dei suoi lavori, Daniel Di Tomasso è stato doppiato da:
- Andrea Mete ne Le streghe dell'East End[1]
- Marco Vivio in Major Crimes[2]
- Simone D'Andrea in Dynasty[3]
- Guido Di Naccio in The Good Doctor[4]
- Gabriele Tacchi in Station 19[5]
- Marco Giansante in Big Sky[6]
- Sacha De Toni in CSI: Vegas[7]